# Pyrrhula
Pyrrhula (dompapslægten) er en slægt af spurvefugle, der er udbredt med syv arter i Europa og Asien. Den største udbredelse har arten dompap (Pyrrhula pyrrhula), der også yngler i Danmark.
Arterne i denne slægt har et kort og tykt næb, hvor næbryggen er stærkt krummet. Overhaledækfjerene er lange og når over halvvejs ud på halen. De to køn har forskellig fjerdragt. Mange af arterne findes i himalayaområdet.
Pyrrhula kommer af græsk og betyder "ildrød".

## Arter
Nogle af arterne i slægten Pyrrhula:
- Dompap, Pyrrhula pyrrhula
- Grå dompap, P. nipalensis
- Azorerdompap, P. murina